# Place de la Nation (Dakar)
Pour les articles homonymes, voir Place de la Nation.
La place de la Nation aussi appelé place de l'obélisque, est une place de Dakar  au Sénégal.

## Histoire
La place de la Nation a été construite durant le mandat du premier président du Sénégal, Léopold Sédar Senghor.
En 2010, un journaliste constate le manque d'entretien de la place, certaines grilles de protection étant à terre depuis plusieurs années. Le Festival mondial des arts nègres de 2010 se déroule sur la place et introduit une puissante logistique audiovisuelle encore jamais vue en Afrique de l'Ouest.
Jusqu'en 2011, les manifestations étaient souvent organisées place de l’Indépendance. Après que des milliers de manifestants se soient réunis le 23 juin 2011 place Soweto, devant l’Assemblée nationale, pour contester le vote d’une réforme constitutionnelle proposée par l’ancien président Abdoulaye Wade, qui fit une centaine de blessés dans les rangs des manifestants, le ministre de l’intérieur de l’époque Ousmane Ngom a pris un arrêté interdisant tout rassemblement à caractère politique dans ce secteur de Dakar au nom de la protection des institutions de la République.
En 2014, certains éléments de la place sont devenus insalubres et de nombreux SDFs occupent les lieux. En 2016, des travaux de rénovation de la place sont engagés.
En 2019, des centaines de femmes manifestent contre la banalisation des viols et des agressions sexuelles, ce qui a débouché sur la promulgation, en janvier 2020, d’une loi criminalisant le viol et la pédophilie. En 2021, elle regroupe des manifestants d'opposants à Macky Sall après l'arrestation d'Ousmane Sonko.

## Description
De forme triangulaire, la place de la Nation comporte en son centre un obélisque blanc où est gravé en chiffres romains, MCMLX, l'année de l'indépendance du Sénégal. Sur ses trois faces est inscrite la devise du Sénégal, « Un peuple, un but, une foi » et un lion – l’emblème du pays – est dessiné sur le socle.
À l’écart du centre-ville historique, la place se trouve au bout de l’avenue du centenaire dans le quartier populaire de la Médina à Dakar, au cœur du quartier du Plateau qui concentre les lieux stratégiques du pouvoir comme le palais présidentiel, et à l'extrémité de boulevard du Général-de-Gaulle inauguré en 1959.
La place de la Nation accueille des manifestations officielles comme la fête nationale d’indépendance.